# Georgi Iskrenow
Georgi Iskrenow (bulgarisch Георги Искренов; * 2. April 1990 in Lausanne, Schweiz) ist ein ehemaliger US-amerikanisch-bulgarischer Eishockeyspieler, der zuletzt bei den Grand Rapids Griffins in der American Hockey League unter Vertrag stand. 

## Karriere
Georgi Iskrenow, der in der Schweiz geboren wurde, aber über die bulgarische und die US-amerikanische Staatsbürgerschaft verfügt, begann seine Karriere als Eishockeyspieler in der B-Junioren-Staffel der Nachwuchsliga College Hockey America. Nach der Auflösung der CHA wechselte er zu den Washington Junior Nationals in die Atlantic Junior Hockey League. Seit 2012 spielt er für die Mannschaft der Iowa State University im Universitätssport. In der Spielzeit 2014/15 stand er für den HK ZSKA Sofia im Continental Cup auf dem Eis. Mit vier Toren trug er zum Gruppensieg des bulgarischen Meisters in der ersten Runde bei. Wichtig war dabei insbesondere sein Treffer zur zwischenzeitlichen 2:0-Führung beim 3:2-Erfolg im entscheidenden Spiel gegen den spanischen Vertreter CG Puigcerdà. In der zweiten Runde scheiterte er mit ZSKA dann nach Niederlagen gegen die Fischtown Pinguins (2:6), die Belfast Giants (2:6) und die Tilburg Trappers (4:5), wobei gegen das Team aus den Niederlanden auch eine 4:1-Führung nicht zum Sieg reichte. 2015/16 spielte er erneut für die Washington junior Nationals. Ab 2016 stand er bei den Grand Rapids Griffins aus der American Hockey League unter Vertrag. Dort beendete er auch seine Karriere.

### International
Mit der bulgarischen Herren-Nationalmannschaft nahm Nikolow an den Weltmeisterschaften der Division II 2012, 2013 und 2016 teil. Obwohl seine drei Tore die Bulgaren im entscheidenden Spiel gegen die Türkei zunächst mit 3:1 nach dem ersten Drittel in Führung brachten, musste er 2012 mit seinem Team den Abstieg in die Division III hinnehmen, weil die Partie schlussendlich mit 3:6 verloren ging. Auch 2016 konnte er den Abstieg der Bulgaten nicht verhindern, obwohl er seine Mannschaft im entscheidenden Spiel gegen Israel mit 1:0 und 2:1 in Führung brachte. So spielte er 2017 und 2018 in der Division III. Darüber hinaus vertrat er seine Farben bei der Olympiaqualifikation für die Winterspiele in Pyeongchang 2018.